# Hemiauchenia
Hemiauchenia és un gènere extint de camèlids emparentats amb els llames que evolucionaren a Nord-amèrica durant el Miocè mitjà, fa aproximadament 13,6 milions d'anys. Es diversificaren i es desplaçaren a Sud-amèrica durant el Plistocè inferior, en el marc del gran intercanvi americà, i hi donaren lloc als laminis moderns. S'extingí a finals del Plistocè. Les restes de les espècies d'aquest gènere s'han trobat en llocs variats a Nord-amèrica, incloent-hi: Texas, Kansas, Nebraska, Arizona, Mèxic, Califòrnia, Oklahoma, Nou Mèxic, Colorado i Washington.